# Affaire Bertrand Russell

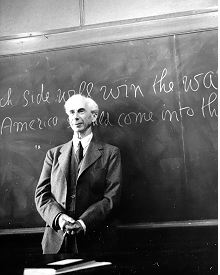
Bertrand Russell enseignant au tableau noir, avril 1940.

L'affaire Bertrand Russell, connue officiellement en anglais sous le nom de Kay v. Board of Higher Education, (Affaire Kay contre Conseil de l'éducation supérieure) est une affaire judiciaire concernant la nomination de Bertrand Russell au poste de professeur de philosophie du City College of New York (CCNY), éponyme d'un recueil d'articles édité par John Dewey et Horace M. Kallen.

## Contexte
En 1940, Bertrand Russell est recruté par le City College de New York pour donner des cours de logique, de mathématiques et de métaphysique des sciences. Cette nomination est contestée par le Dr William Thomas Manning, évêque de New York, qui fait valoir qu'en raison de ses écrits contre la religion et de son approbation de pratiques sexuelles désavouées par l'enseignement chrétien traditionnel, Russell ne devrait pas être nommé professeur. Après cette dénonciation de Manning, un groupe religieux fait pression sur les instances exécutives de la ville de New York pour qu'elles suppriment la chaire créée pour Bertrand Russell. Malgré cela, Russell se voit confirmé dans ses fonctions par le conseil new-yorkais de l'éducation supérieure (New York Board of Higher Education). L'affaire est alors portée devant la Cour suprême de New York par Jean Kay, mère d'une étudiante se plaignant que sa fille serait « moralement compromise » par l'enseignement de Russell, alors même qu'elle n'aurait administrativement pas pu être étudiante au CCNY, qui n'admet à cette époque que des étudiants masculins,.

## Procès
Le juge chargé de l’affaire, le catholique irlandais John E. McGeehan, se prononce contre la nomination de Russell sur trois critères. Premièrement, son statut de non-citoyen américain, à qui la loi de New York interdit en principe d'enseigner dans les écoles publiques; deuxièmement, la non-passation du concours de recrutement pour le poste auquel il avait été nommé, troisièmement, ses opinions immorales concernant la sexualité sur la base de quatre de ses livres destinés au grand public et non philosophiques (On Education, What I Believe, Education and the Modern World, and Marriage and Morals), et que ses opinions concernant les relations sexuelles entre étudiants mineurs équivalaient à approuver leur soustraction à l’autorité parentale, le rendant ainsni moralement inapte à enseigner la philosophie et défenseur de l'anarchie,. Dans ses livres, Russell défend entre autres le sexe avant le mariage, l'homosexualité, les mariages temporaires et la privatisation du mariage,.
Russell est empêché de comparaître et un appel de l'union américaine pour les libertés civiles est rejeté par plusieurs tribunaux. Les avocats de la ville de New York déclarent au Board of Higher Education que le verdict ne ferait pas l'objet d'un appel. Quelques jours plus tard, le maire, Fiorello La Guardia supprime du budget les fonds destinés à budgétiser le poste.
La décision du juge McGeehan est publiée sous le titre Kay v. Board of Higher Ed. of City of New York, 193 Misc. 943 18 NYS (2d) 821 (1940).

## Conséquences
Lorsque Russell publie sous le titre An Inquiry into Meaning and Truth, les conférences qu'il donne à Harvard au cours de l'automne suivant, il ajoute la mention « Reconnu par la Justice indigne d’être professeur de philosophie au Collège de la ville de New York » à la liste de ses distinctions et honneurs académiques sur la page de garde de la version britannique. Russell commente la décision du juge McGeehan en ces termes : en tant que catholique irlandais, ses opinions étaient peut-être préjudiciables, comparant son cas à celui de Socrate en disant que c’était précisément les mêmes accusations qui avaient été portées contre lui - l'athéisme et la corruption de la jeunesse.
Une fois licencié par la ville de New York, Russell est recruté par Albert C. Barnes, auteur de l'avant-propos de L'affaire Bertrand Russell, pour enseigner à la Fondation Barnes. En décembre 1942, cependant, il en est également renvoyé en raison de son dégoût pour les cours et de son attitude impolie envers les étudiants, que Barnes considérait comme une violation de la démocratie et de l'éducation.

## Le livre de Dewey et Kallen

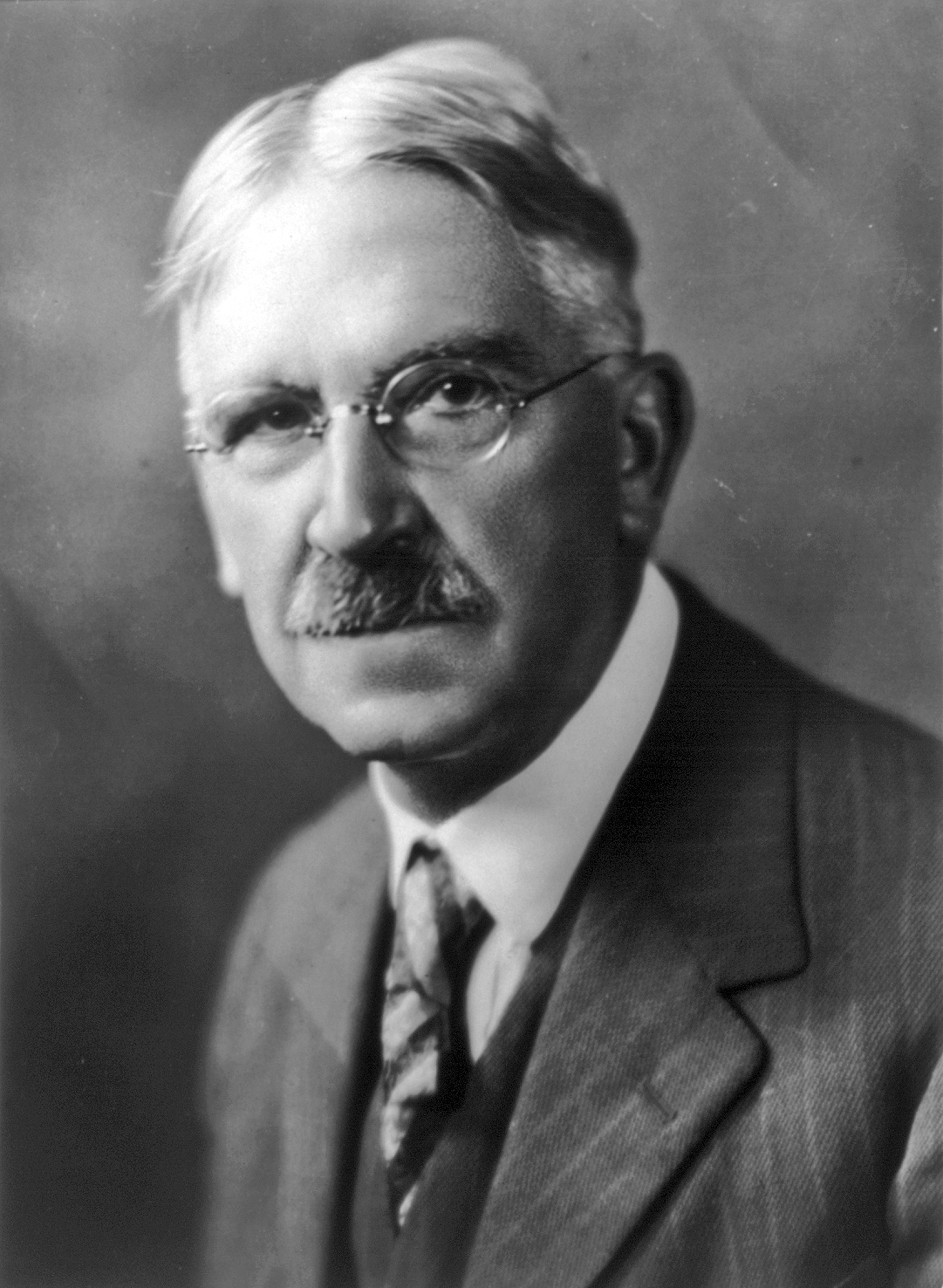
John Dewey

En 1941, John Dewey et Horace M. Kallen publient The Bertrand Russell Case (L’Affaire Bertrand Russell), un recueil d’essais et d’articles défendant la nomination de Russell et critiquant la décision de McGeehan, la qualifiant d'injuste, punitive et diffamatoire.

### Thèmes
L'un des thèmes majeurs traités dans cet ouvrage est la nécessité de la liberté académique dans les universités américaines. De nombreux essayistes s’exprimant dans l'Affaire Bertrand Russell voient le limogeage de Russell comme un microcosme de la démocratie américaine, dans laquelle la liberté d'expression est étouffée par des personnalités religieuses. De nombreux auteurs discutent en outre longuement de la nécessité pour les disciplines universitaires de présenter des penseurs de la contre-culture sceptiques vis-à-vis des cadres de pensée imposés par les religieux ou les politiciens.

### Contenu
L'affaire Bertrand Russell contient une introduction de John Dewey, une préface d'Albert C. Barnes et neuf essais. Kallen et Dewey contribuent chacun par un essai à ce recueil. Alors que la plupart des articles sont écrits par des philosophes et d'autres universitaires et plaident en faveur de Russell et de la liberté académique, l'article « L'attitude de l'Église épiscopale », qui soutient que les affirmations de Manning ne reflètent pas l'opinion de l'Église dans son ensemble, est écrit par Guy Emery Shipler, rédacteur en chef de The Churchman, et « The Case as a School Administrator Sees it » est rédigé par Carleton Washburne, un surintendant de l'Illinois.

### Réception
L'affaire Bertrand Russell est salué par de nombreux universitaires pour sa défense des libertés académiques. Dans une revue pour l' Association américaine des professeurs d’université, Peter A. Carmichael écrit : « Les auteurs de ce livre méritent des éloges pour leur défense habile de la liberté intellectuelle et leur très grand intelligence », et ce en l'absence de toute perspective religieuse de l'ouvrage. Écrivant pour la publication Isis de la Société d’histoire des sciences (History of Science Society), MF Ashley Montagu qualifie The Bertrand Russell Case de « livre important » et préconise sa lecture par tous les professeurs d'université afin de mieux résister à l'empiètement des forces religieuses sur la science et les études universitaires.